# Molot-Prikamje Perm
Molot-Prikamje Perm (russisch Молот-Прикамье Пермь) ist ein 1948 gegründeter russischer Eishockeyklub aus Perm. Das Team spielt in der zweithöchsten russischen Spielklasse, der Wysschaja Hockey-Liga. Ihre Heimspiele trägt die Mannschaft im 6000 Zuschauer fassenden Universal-Sportpalast aus.

## Geschichte
Molot-Prikamje Perm wurde 1948 im damaligen Molotow als SK Swerdlowa Molotow gegründet. 1959 erfolgte im Zuge der Umbenennung der Stadt in Perm ein Jahr zuvor auch die Umbenennung des Eishockeyteams in Molot Perm. Diesen Namen behielt das Team bis 1997 bei, ehe der Zusatz Prikamje folgte.
Zwischen 1992 und 2003 spielte die Mannschaft ohne Unterbrechung in der höchsten Spielklasse, ehe am Ende der Saison 2002/03 der Abstieg in die Wysschaja Liga folgte. Nach nur einem Jahr in der Zweitklassigkeit gelang der erneute Wiederaufstieg in die Superliga. 2006–2010 war der Klub wieder in der zweitklassigen Wysschaja Liga beheimatet. 2010 wurde Perm in die Nachfolgeliga Wysschaja Hockey-Liga aufgenommen.

## Bekannte ehemalige Spieler
- Albert Malgin
- Igor Ulanow
- Andrei Teljukin
- Aleksandrs Ņiživijs
- Oļegs Sorokins